# 재즈라디오891
재즈라디오891은 KBS강릉 클래식FM에서 평일 오전 11시부터 정오 까지 방송되는 재즈 음악 전문 라디오 프로그램이다.

## DJ
- 이은영 아나운서

## 요일별 코너
- 월요일 : 시네마재즈(재즈 영화음악)
- 화요일 : 같은 곡 다른 느낌(한 넘버를 다른 버전으로 들어보는 시간)
- 수요일 : 재즈트레인(재즈 뮤지션의 일생과 음악)
- 목요일 : 이런 재즈(다양한 장르의 음악을 재즈로 들어보는 시간)
- 금요일 : (코너없음)